# Frédéric Sillé
Frédéric Sillé (né le 23 décembre 1967 à Trélazé) est un athlète français, spécialiste du 800 mètres.

## Biographie
Il remporte deux titres de champion de France sur 800 m, en plein air en 1990 et en salle en 1993.

### Palmarès
- Championnats de France d'athlétisme :
  - vainqueur du 800 m en 1990
- Championnats de France d'athlétisme en salle :
  - vainqueur du 800 m en 1993

### Records
| Épreuve | Performance   | Lieu | Date |
| ------- | ------------- | ---- | ---- |
| 800 m   | 1 min 47 s 10 |      | 1990 |